# Relaciones España-Paraguay
Las relaciones España-Paraguay son las relaciones exteriores entre el Reino de España y la República del Paraguay. Sus relaciones bilaterales han sido tradicionalmente estrechas, principalmente en la faceta de cooperación para el desarrollo, y más limitadas en el
ámbito económico y comercial. Ambos países comparten su pertenencia al sistema de Cumbres Iberoamericanas.

## Historia

### Colonización española

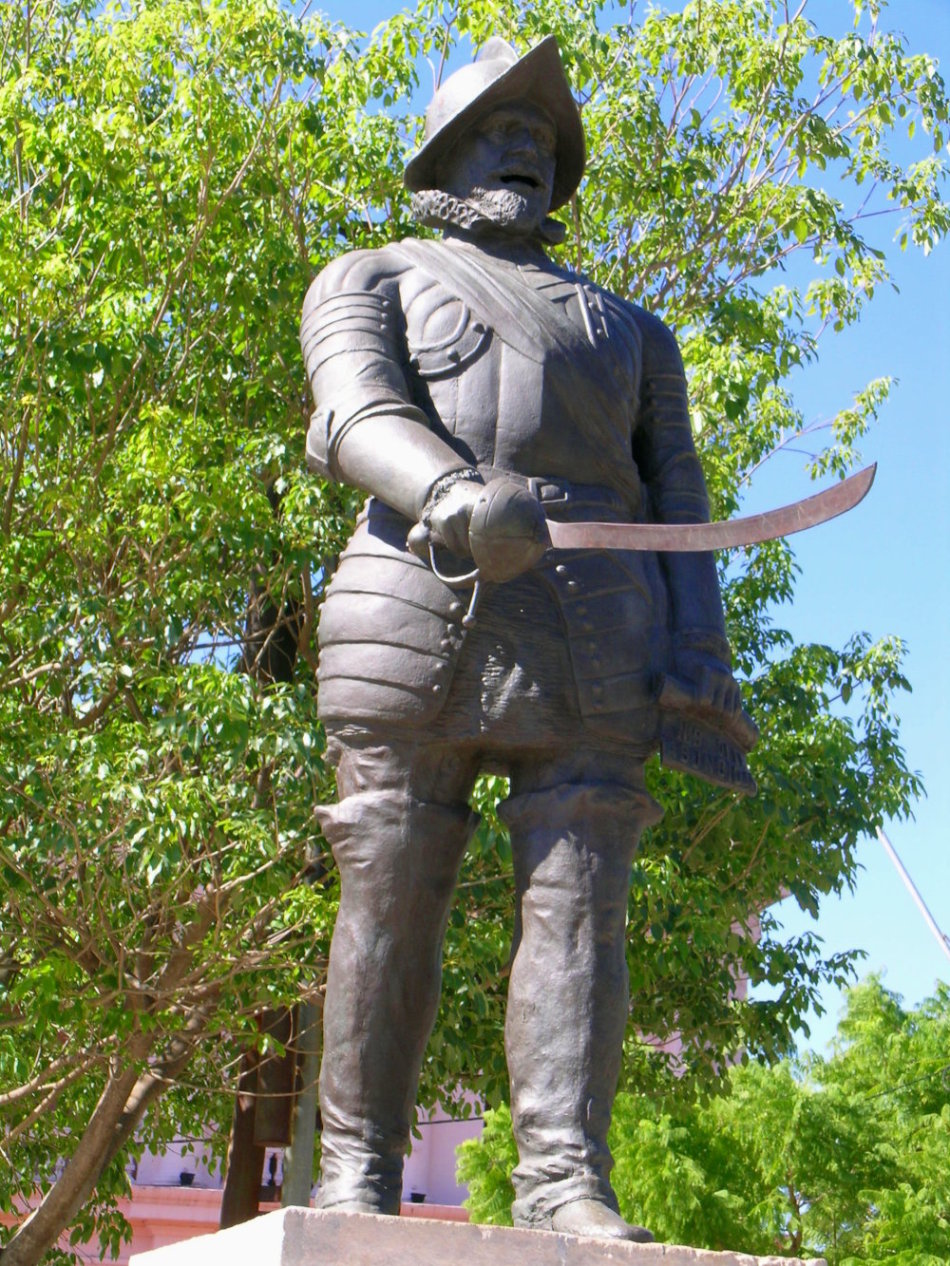
Estatua del conquistador español Juan de Salazar, el fundador de Asunción.

En 1524, Aleixo García, un explorador portugués al servicio de España llegó al actual Paraguay. En 1536, los primeros asentamientos españoles en Paraguay fueron establecidos por Domingo Martínez de Irala en la región de Asunción e inicialmente, los colonos españoles vivieron en paz con el pueblo Guaraníes. En 1542, Paraguay se convirtió oficialmente en parte del Imperio español y fue gobernado por el recién creado Virreinato del Perú con sede en Lima.
A principios del siglo XVII, los misioneros Jesuita comenzaron a llegar a Paraguay y establecieron misiones para convertir al pueblo guaraní local a catolicismo. Este período fue conocido como la reducción jesuita. Durante los siguientes 150 años, los jesuitas desarrollaron su propia área autónoma de control dentro de Paraguay, lo que provocó un conflicto con la administración española de la colonia. De 1721 a 1735, los terratenientes españoles libraron una lucha para derrocar el monopolio jesuita del comercio y la mano de obra indios. Las tropas españolas y portuguesas se unieron para derrocar el dominio jesuita en la región, lo que resultó en la expulsión de los jesuitas de Paraguay y las colonias cercanas en 1767.

### Independencia
En 1776, se creó el Virreinato del Río de la Plata con base en Buenos Aires y Paraguay cayó bajo su nueva administración. A principios de 1800, una sensación de independencia se estaba extendiendo por toda América española. En mayo de 1810, la Revolución de mayo ocurrió en Buenos Aires, que comenzó la Guerra de la Independencia Argentina. Debido a que Paraguay cayó bajo el gobierno de Buenos Aires, el acto de independencia en Argentina afectó a Paraguay, aunque los líderes en Paraguay se negaron a aceptar la declaración de independencia argentina.
Aunque inicialmente Paraguay estaba en contra de la independencia de España, en mayo de 1811 se creó una Junta en Asunción dirigida por Fulgencio Yegros. La Junta declaró la independencia de la junta de Buenos Aires, sin embargo, entre 1814 y 1816 Paraguay declara su fidelidad a Fernando VII, la independencia paraguaya no seria declarada hasta 1842.

### Post independencia

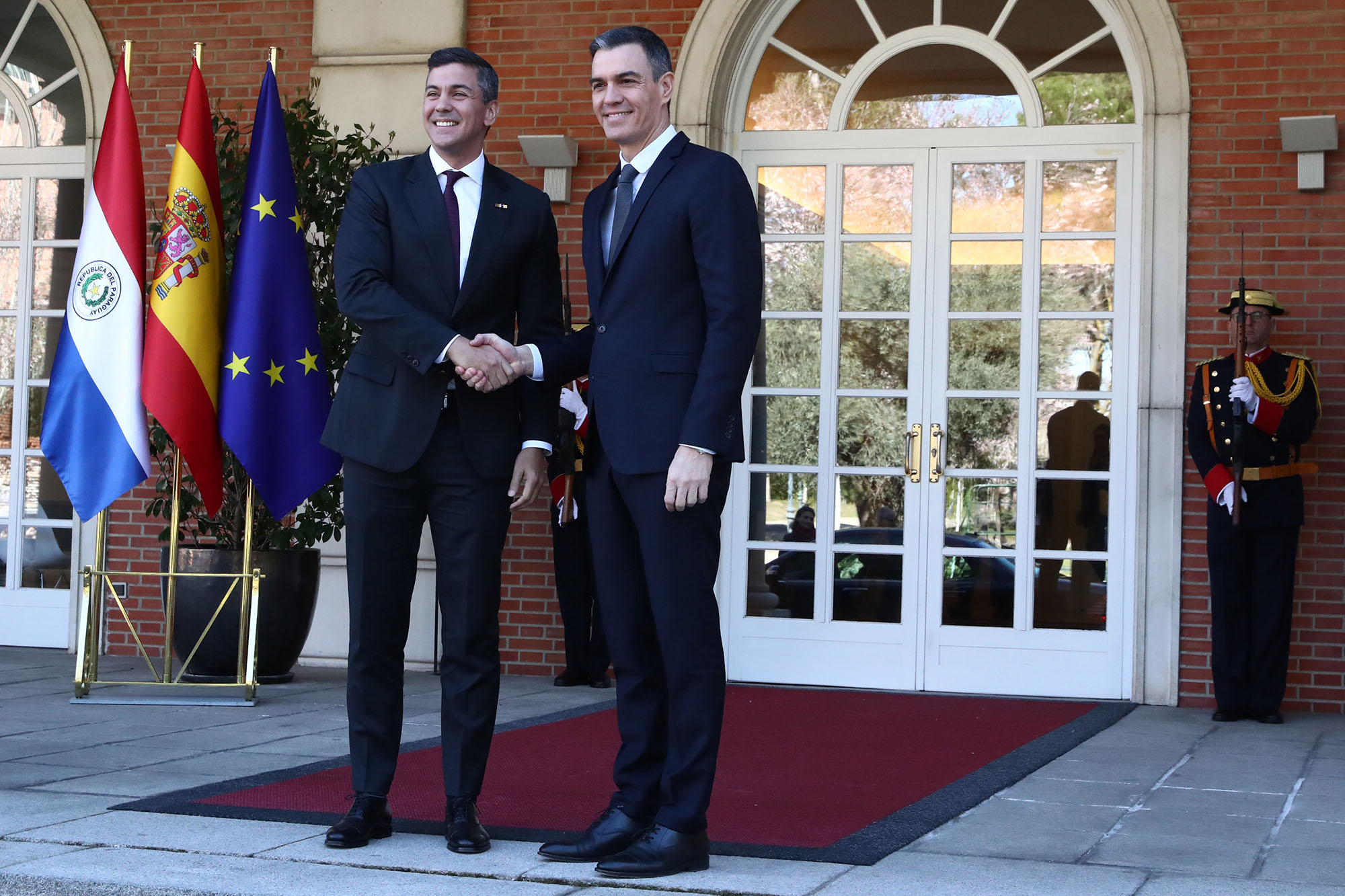
El presidente de Paraguay Santiago Peña con su par español Pedro Sánchez en el Palacio de la Moncloa en Madrid, febrero de 2024.

El 10 de septiembre de 1880, tanto Paraguay como España firmaron un Tratado de Paz y Amistad, estableciendo así oficialmente relaciones diplomáticas entre ambas naciones. Durante la guerra civil española (1936-1939), ocho ciudadanos paraguayos (conocidos como Miliciano guaraní) lucharon en la guerra como parte de las Brigadas Internacionales para la facción republicana y lucharon en la Batalla del Ebro.
Paraguay mantuvo relaciones diplomáticas durante toda la administración del general Francisco Franco. Las relaciones entre España y Paraguay se fortalecieron bajo la Presidencia de Alfredo Stroessner. En julio de 1973, el presidente Stroessner realizó una visita oficial a España y se reunió con el general Franco.
En octubre de 1990, los reyes españoles, Juan Carlos I y Sofía de Grecia, realizaron su primera visita oficial a Paraguay. Los reyes visitarían Paraguay nuevamente en 2006 y en 2011 para asistir a la Cumbre Iberoamericana, que se celebró en la capital paraguaya. En junio de 2015, el presidente paraguayo, Horacio Cartes, realizó una visita oficial a España.
En 2021, España y Paraguay intensificaron las relaciones económicas, académicas y sanitarias. En noviembre de 2022, el presidente paraguayo, Mario Abdo Benítez, y la primera dama, Silvana López Moreira, realizaron una visita de Estado a España, donde se reunieron con los reyes Felipe VI y Letizia Ortiz. Benítez afirmó que ambos países tienen una “historia compartida y valores comunes” y abogó por “entenderse más y mejor”, además de construir “un espacio de cooperación y entendimiento entre los países iberoamericanos”. Asimismo, reivindicó el acuerdo Mercosur–UE, considerándolo un estímulo para la inversión, además de “las grandes oportunidades que se abrirán” cuando entre en vigor. En enero de 2023, ambos países reforzaron la colaboración estratégica sobre libre competencia.

## Cooperación cultural
Paraguay cuenta con un Centro Cultural de España en Asunción.

## Organizaciones multilaterales
Ambos países son miembros de pleno derecho de la ABINIA, la ASALE, la AICO, el CAF, la CEPAL, el CERLALC, la COMJIB, la COPANT, la FELABAN, la Fundación EU-LAC, el IICA, la OEI, la OISS, la OIJ, la ONU y la SEGIB.

## Relaciones bilaterales
A lo largo de los años, ambas naciones han firmado varios acuerdos y tratados, como un Acuerdo sobre el Intercambio de Paquetes Diplomáticos (1925); Acuerdo sobre intercambios culturales (1958); Acuerdo sobre doble ciudadanía (1959); Acuerdo sobre la eliminación de los requisitos de visa (1959); Acuerdo de Cooperación Económica (1971); Acuerdo sobre transporte aéreo (1976); Acuerdo sobre Promoción y Protección de Inversiones (1993); Tratado de Extradición (1998); Acuerdo sobre la participación de ciudadanos que residen legalmente en Paraguay o en España para participar en elecciones locales (2009) y un Acuerdo de Cooperación en materia de seguridad cibernética (2015).

## Transporte
Hay vuelos directos entre ambas naciones con Air Europa.

## Comercio
En 2018, el comercio entre España y Paraguay ascendió a €176 millones de euros. Las principales exportaciones de España a Paraguay incluyen: perfumes, maquinaria, papel, automóviles y camiones, equipos eléctricos y aviones. Las principales exportaciones de Paraguay a España incluyen: aceite vegetal, madera, perfumes, tabaco y muebles. En 2015, España tenía inversiones por $29 millones de dólares en Paraguay. Empresas multinacionales españolas como Banco Bilbao Vizcaya Argentaria y Mapfre operan en Paraguay.

## Misiones diplomáticas residentes
- España tiene una embajada en Asunción.[11]
- Paraguay tiene una embajada en Madrid y consulados-generales en Barcelona y en Málaga.[12]

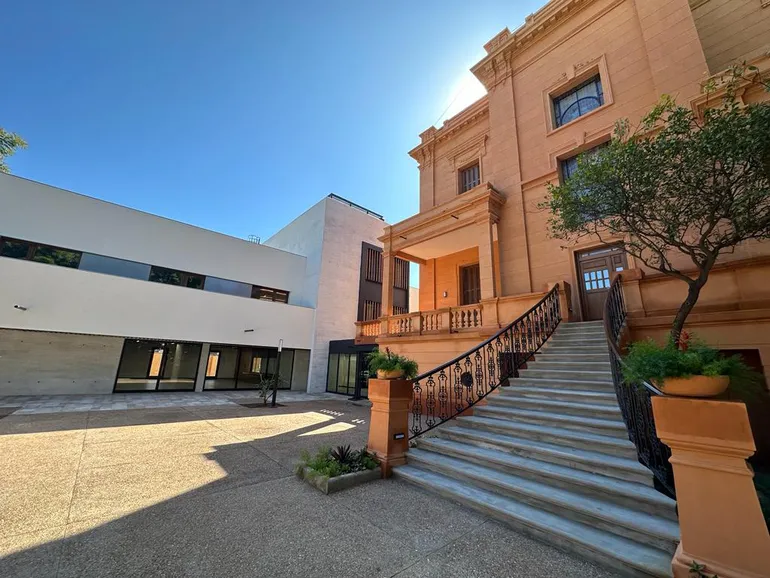
Embajada de España en Asunción.
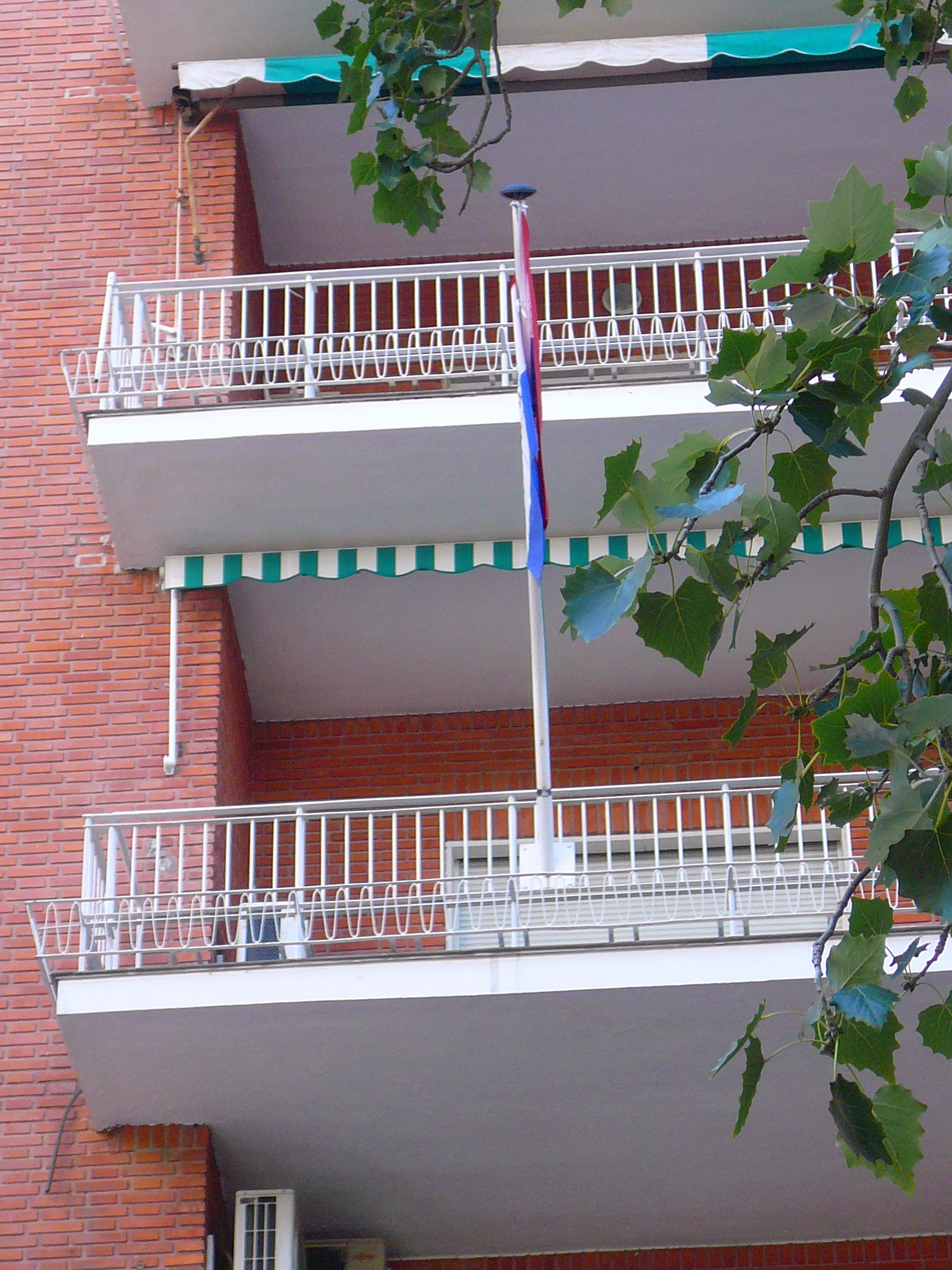
Embajada de Paraguay en Madrid.
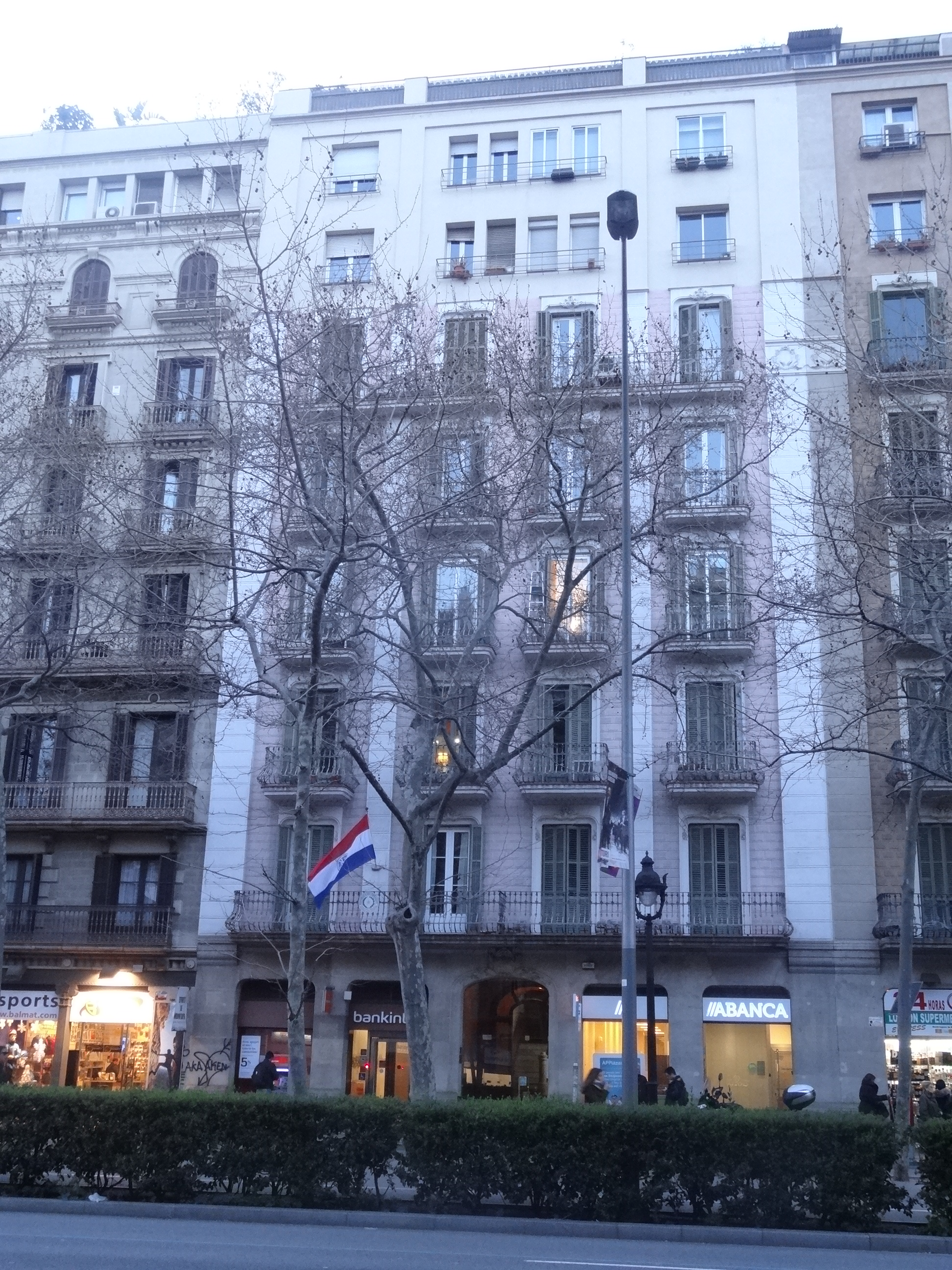
Consulado-General de Paraguay en Barcelona.